# Närsholmen
Närsholmen (alternativt Närkholm eller Närsholm) är en halvö och ett naturreservat i Gotlands kommun i Gotlands län, belägen nära orten När på sydöstra Gotland.
Närsholmen är känd för Närs fyrplats, sitt fågelskyddsområde och den savannliknande naturen.

## Bildgalleri

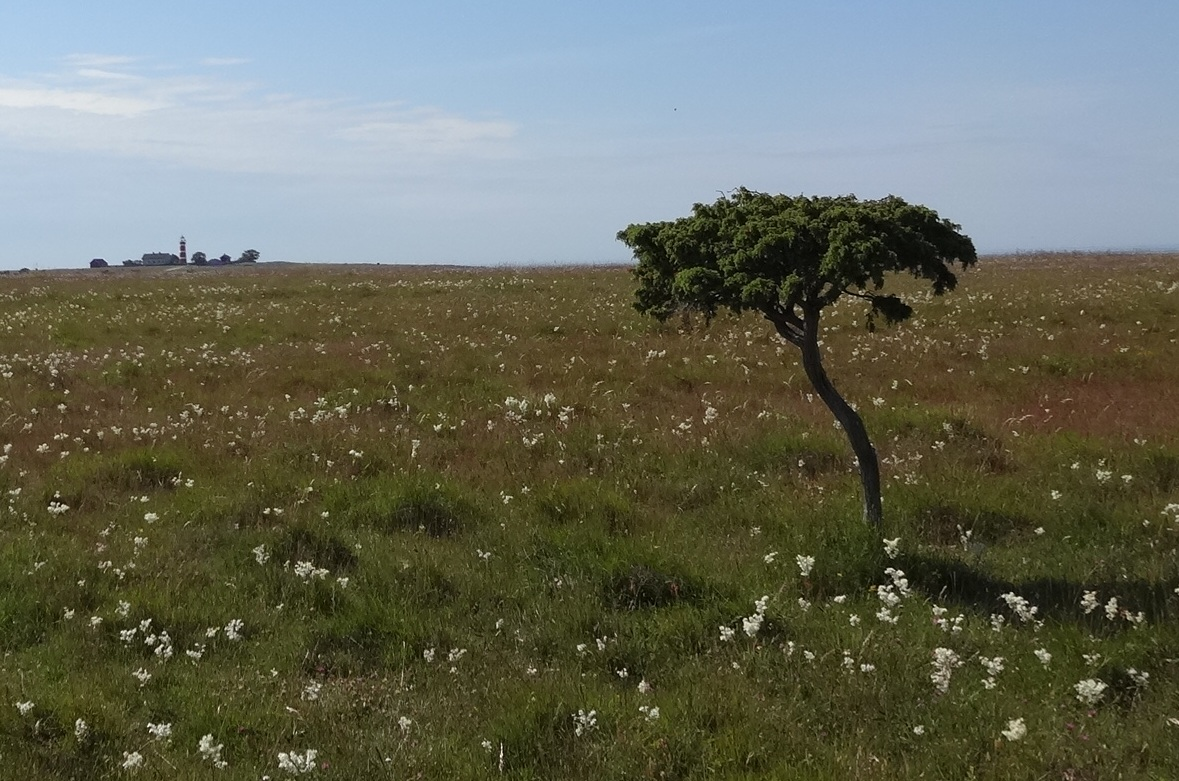
Närsholmen. I förgrunden en av de för området typiska enarna. I bakgrunden fyrtornet.
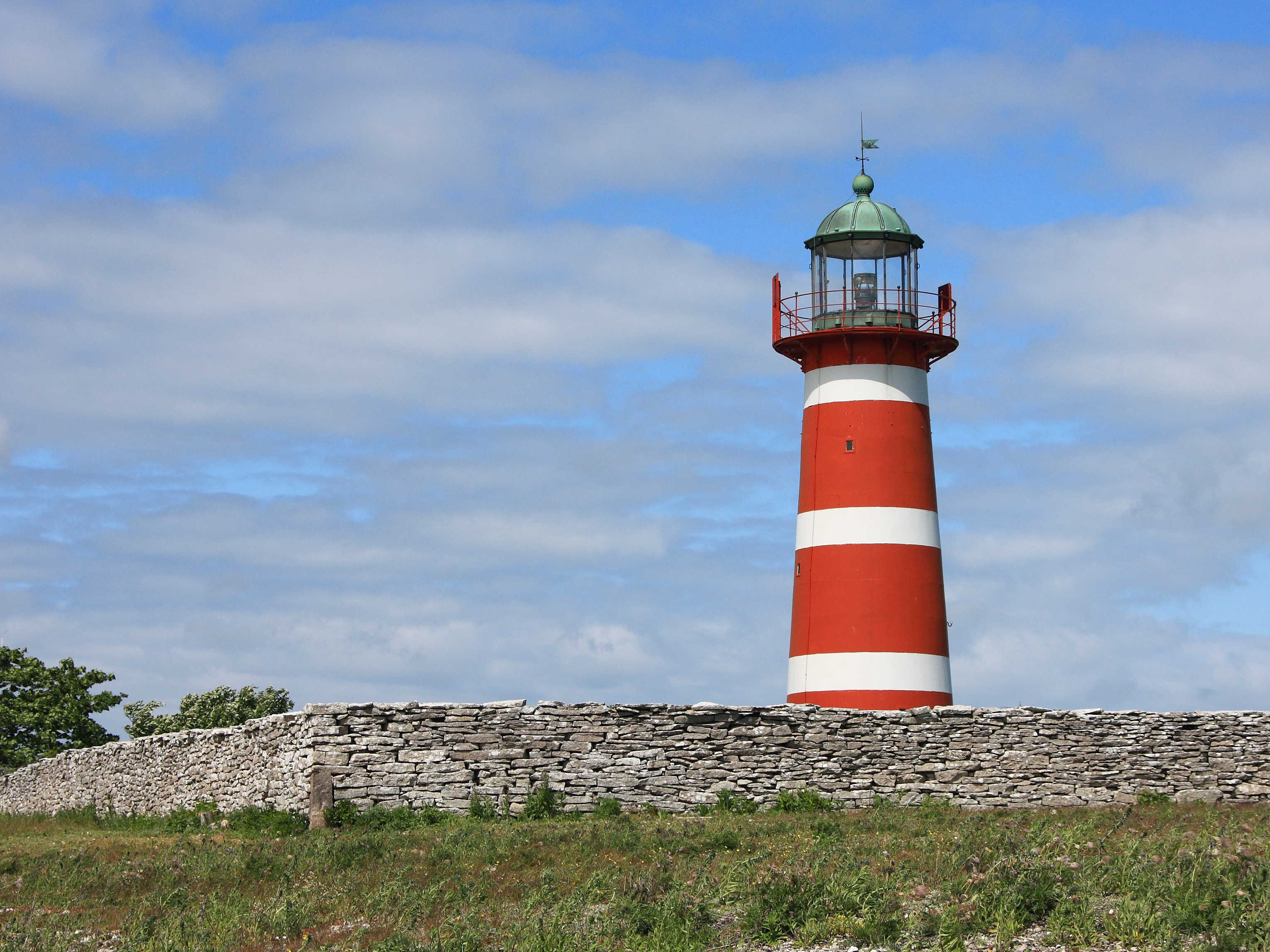
Fyrtornet.
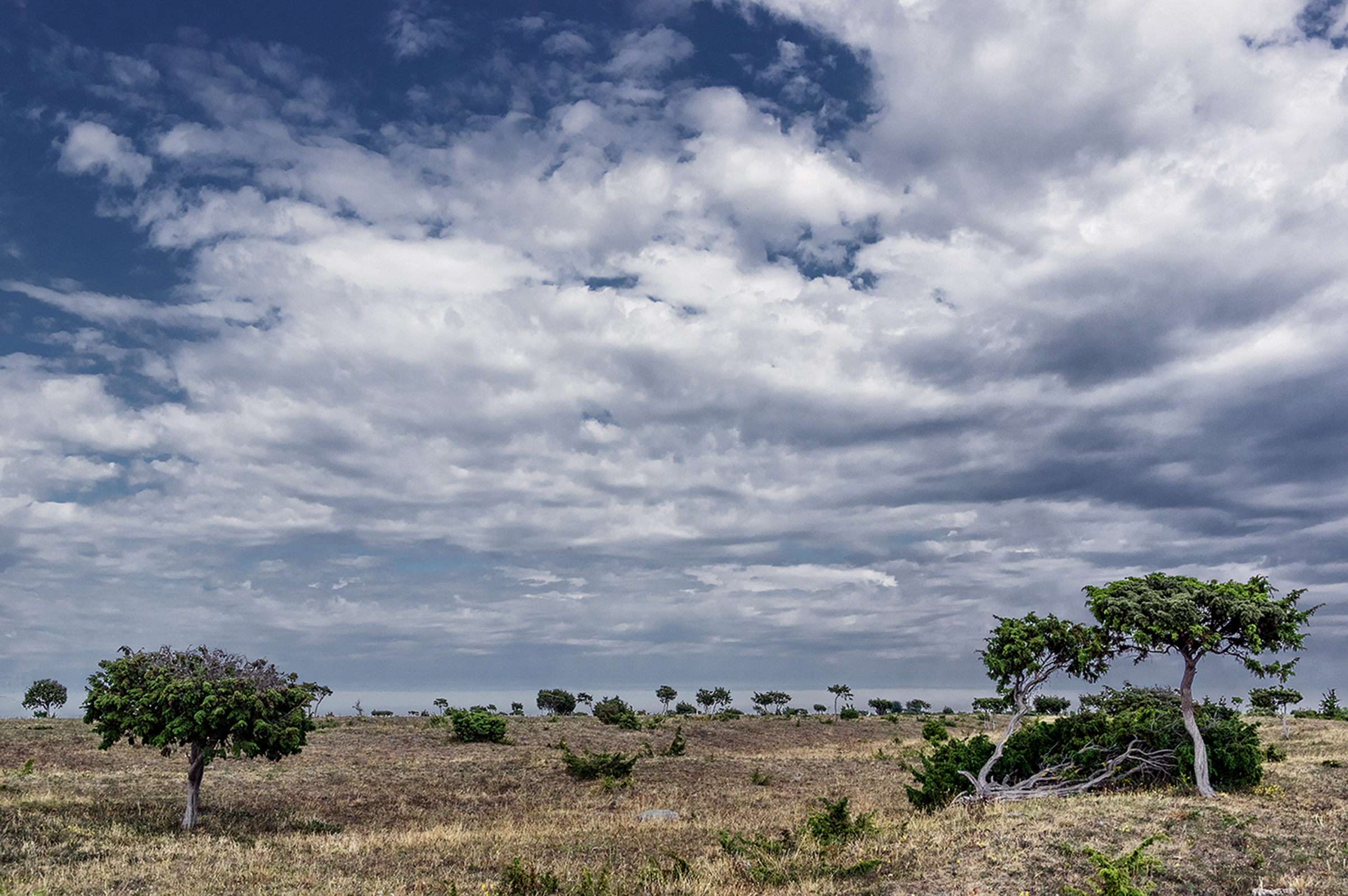
Savannlik slätt vid Närsholmen fotograferad i juli 2018.
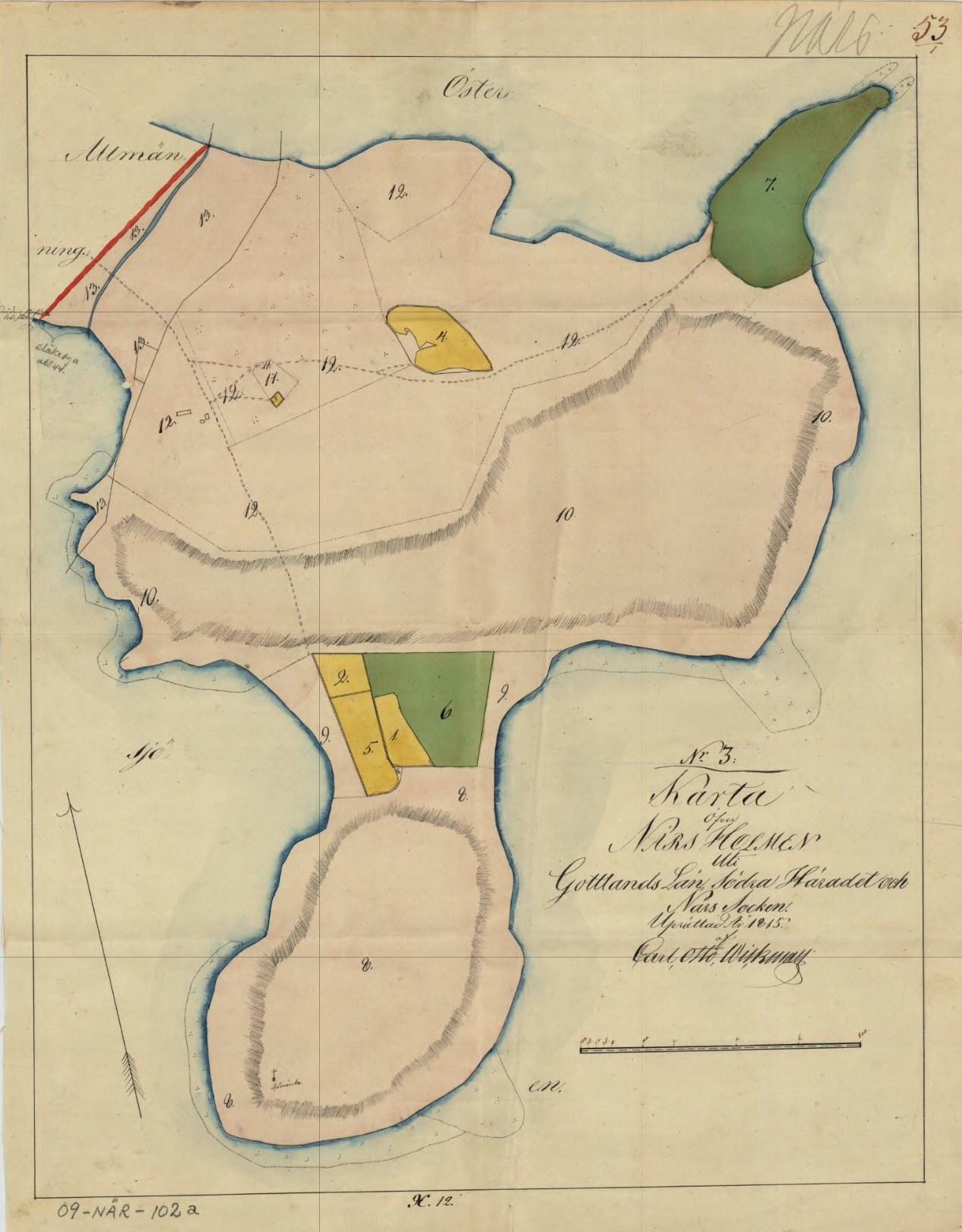
Avmätningskarta från 1815.